# Elezioni presidenziali negli Stati Uniti d'America del 1956
Le elezioni presidenziali negli Stati Uniti d'America del 1956 si svolsero il 6 novembre. La sfida oppose nuovamente come quattro anni prima il presidente repubblicano uscente Dwight D. Eisenhower e il candidato democratico Adlai Stevenson II. Eisenhower ottenne la riconferma.

## Risultati
| Candidati               | Candidati             | Partiti                           | Voti       | %     | Delegati |
| Presidente              | Vicepresidente        | Partiti                           | Voti       | %     | Delegati |
| ----------------------- | --------------------- | --------------------------------- | ---------- | ----- | -------- |
| Dwight Eisenhower (PA)  | Richard Nixon (CA)    | Partito Repubblicano              | 35 579 180 | 57,37 | 457      |
| Adlai Stevenson (IL)    | Estes Kefauver (TN)   | Partito Democratico               | 26 028 028 | 41,97 | 74       |
| T. Coleman Andrews (VA) | Thomas H. Werdel (CA) | States' Rights Party              | 108 956    | 0,18  | –        |
| Eric Hass               | Georgia Cozzini       | Socialist Labor Party of America  | 44 450     | 0,07  | –        |
| Enoch Holtwick          | Edwin Cooper          | Partito Proibizionista            | 41 937     | 0,07  | –        |
| Farrell Dobbs           | Myra Weiss            | Partito Socialista dei Lavoratori | 7 797      | 0,01  | –        |
| Harry Byrd              | William Jenner        | States' Rights Party              | 2 657      | 0,00  | –        |
| Darlington Hoopes       | Samuel Friedman       | Partito Socialista d'America      | 2 128      | 0,00  | –        |
| Henry Krajewski         | Anne Yezo             | American Third Party              | 1 829      | 0,00  | –        |
| Gerald Smith            | Charles Robertson     | Christian Nationalist Party       | 8          | 0,00  | –        |
| Unpledged electors      | -                     | -                                 | 196 318    | 0,32  | –        |
| Write-ins               | -                     | -                                 | 8 691      | 0,01  | –        |
| Totale                  | Totale                | Totale                            | 62 021 979 | 100   | 531      |

| Dwight Eisenhower |  | 57,37% |
| Adlai Stevenson   |  | 41,97% |
| Altri             |  | 0,67%  |

     Eisenhower (457)
     Stevenson (73)
     Jones (1)